# Kunnappillissery

Kunnappillissery (Malayalam: കുന്നപ്പിള്ളിശ്ശേരി) est un endroit
situé à proximité de Angamaly, le District d'Ernakulam dans l'état de Kerala, en Inde. Il est à 7 kilomètres au sud de Angamaly et 12 km au nord de l'aéroport international de Cochin. La gare la plus proche est Angamaly.